# یوتی‌سی ۴:۰۰-

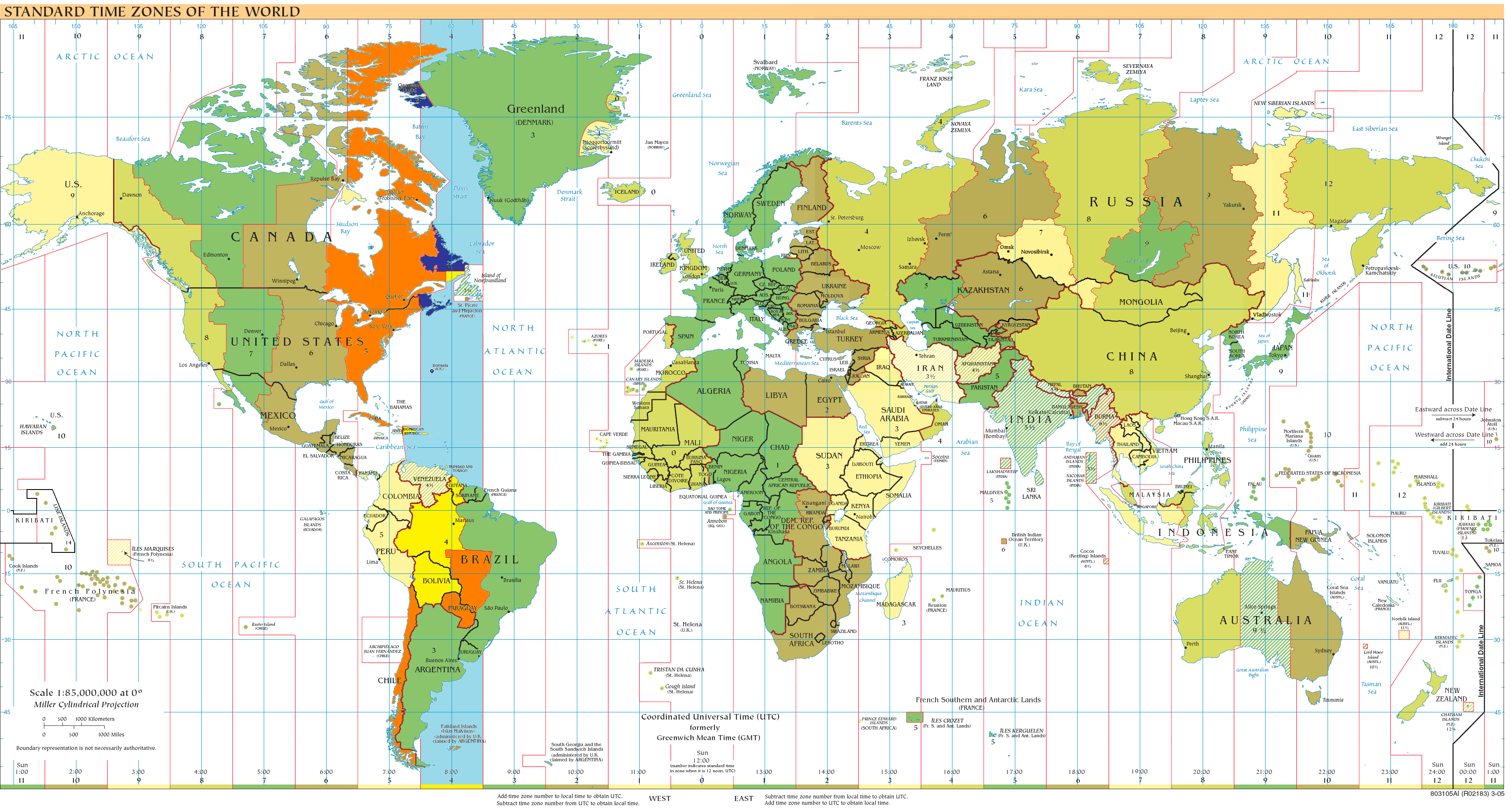
UTC−04: آبی (ژانویه), نارنجی (ژوئیه), زرد (تمام سال), آبی روشن - محدوده دریا

هم‌اکنون زمان‌بندی گرینویچ منفی ۴:۰۰- (به انگلیسی: UTC−04:00) برای اندازه‌گیری زمان کاربرد دارد.
منطقه زمانی آتلانتیک در کانادا و منطقه زمانی شرقی آمریکا شمالی  در زمان تغییر ساعت تابستانی (DST) و در کارائیب مناطق  و در بخش
شرق کارائیب (ECT) به صورت منطقه زمانی رسمی مورد استفاده است در کشورهای مختلف نام‌های مختلف به این منطقه داده شده‌است.

## زمان استاندارد در تمام سال

### ECT - منطقه زمانی کارائیب شرقی
- آنگویلا (انگلستان)
- آنتیگوا و باربودا
- باربادوس
- دومینیکا
- گرنادا
- مونتسرات (انگلستان)
- سنت کیتس و نویس
- سنت لوسیا
- سنت وینسنت و گرنادین‌ها
- ترینیداد و توباگو
- جزایر ویرجین بریتانیا (انگلستان)

### منطقه زمانی آتلانتیک
- پورتوریکو (آمریکا)
- جزایر ویرجین ایالات متحده (آمریکا)

### سایر  کارائب
- آروبا
- کوراسائو
- جمهوری دومینیکن
- جزیره گوادلوپ (فرانسه)
- مارتینیک (فرانسه)
- سنت مارتین

### آمریکا جنوبی
- بولیوی
- گویان
- برزیل - اکری, آمازوناس, روندونیا, رورایما

### آمریکا شمالی
- کانادا - کبک (شرق نصف‌النهار 63 درجه غربی)

## زمان استاندارد نیمکره شمالی

### زمان استاندارد آتلانتیک
- برمودا (انگلستان)
- کانادا
  - همه نیوبرانزویک (legally offset from GMT[۱]), Nova Scotia (legally offset from GMT[۲]), Prince Edward Island
  - نیوفاندلند و لابرادور - بیشتر لابرادور
- گرینلند (دانمارک) (Kalaallit Nunaat)- شمال غرب (شناخته شده به  ساعت تابستانه ایالات متحده آمریکا )

## زمان استاندارد نیمکره جنوبی

### آمریکا جنوبی
- برزیل - ماتو گروسو, ماتوگروسو جنوبی
- شیلی - سرزمین اصلی. همچنین زمان در شیلی
- جزایر فالکلند
- پاراگوئه

## وقت تابستانی نیمکره شمالی

### کارائب
- باهاما
- کوبا
- جزایر تورکس و کایکوس (انگلستان)

### منطقه زمانی شرقی
- کانادا
  -  نوناووت (شرقی), بیشتر  انتاریو و بیشتر  استان کبک
- ایالات متحده
  - همه  کنتیکت,  دلاویر,  واشینگتن دی.سی.,  جورجیا,  مین (ایالت),  مریلند, ماساچوست,  نیوهمپشر,  نیوجرسی, نیویورک (ایالت),  کارولینای شمالی,  اوهایو,  پنسیلوانیا,  رود آیلند,  کارولینای جنوبی,  ورمانت,  ویرجینیا,  ویرجینیای غربی
  - بیشتر  فلوریدا,  ایندیانا,  میشیگان
  - بخش شرقی  کنتاکی,  تنسی